# Dietmar Bartsch
Dietmar Gerhard Bartsch (Stralsund, 31 marzo 1958) è un politico tedesco.
È stato membro del Partito del Socialismo Democratico (1997-2002, 2005-2007) e della Sinistra (2007-2010) e membro del Bundestag. Dall'ottobre 2015 è co-leader del gruppo parlamentare di Die Linke, posizione che ricopre insieme a Amira Mohamed Ali. Bartsch rappresenta l'ala moderata e riformista del partito.

## Biografia
Bartsch è nato e cresciuto a Stralsund, nello stato della Germania orientale del Meclemburgo-Pomerania occidentale. Dopo aver completato gli studi presso l'EOS Franzburg nel 1976, ha iniziato a studiare economia presso l'Università di studi economici di Berlino-Karlshorst, laureandosi nel 1983. 
Dopo la laurea, Bartsch è entrato a far parte del dipartimento commerciale del quotidiano tedesco Junge Welt. Dal 1986 al 1990, ha studiato a Mosca all'Accademia per le scienze sociali presso il Comitato centrale del Partito Comunista dell'Unione Sovietica, conseguendo il dottorato sui rapporti di distribuzione del lavoro nelle condizioni di intensificazione dell'economia socialista («Распределительные отношения в условиях интенсификацииик социалистичейм») prima di tornare a Junge Welt come dirigente aziendale. 
Bartsch è stato dal 1998 al 2002 (e lo sarà di nuovo dal 2005) membro del Bundestag tedesco. È sempre stato eletto entrato nel Meclemburgo-Pomerania occidentale. Nel Bundestag tedesco, Bartsch è membro a pieno titolo della commissione mista ed è membro supplente della commissione del bilancio e della commissione di mediazione. Dopo il mancato ritorno al Bundestag nel 2002, Bartsch ha lavorato inizialmente come consulente aziendale. Da maggio 2004 a dicembre 2005, Bartsch è stato amministratore delegato del quotidiano Neues Deutschland. 
Nell'ottobre 2005, Bartsch è stato nuovamente proposto dal presidente del partito Lothar Bisky come direttore federale del PDS e nel dicembre 2005 è stato rieletto a questa carica dal congresso del partito federale. Dal giugno 2007 è anche direttore federale del nuovo partito Die Linke, nato dalla fusione di PDS e WASG. 
All'inizio di gennaio 2010, Dietmar Bartsch è stato accusato da Gregor Gysi, tra l'altro, di aver danneggiato il presidente del partito Oskar Lafontaine con dichiarazioni mirate allo Spiegel. Bartsch ha negato: non si era comportato in modo sleale né si era presentato alla discussione come successore. Bartsch ha poi annunciato che non si sarebbe ripresentato come Direttore Generale Federale al prossimo congresso del partito nel maggio 2010. Caren Lay e Werner Dreibus furono quindi eletti suoi successori.
Dal 21 gennaio 2010 Bartsch è stato nominato vicepresidente del gruppo parlamentare di sinistra al Bundestag. Nell'agosto 2011 ha preso le distanze da una lettera di congratulazioni che Die Linke - firmata dai due presidenti di partito Lötzsch ed Ernst - aveva inviato all'ex presidente cubano Fidel Castro per il suo compleanno. Dopo che alcuni membri della sinistra hanno boicottato un minuto di silenzio per coloro che sono morti davanti al Muro di Berlino, Bartsch ha suggerito che i sostenitori della costruzione del Muro avrebbero dovuto lasciare il partito. 
Alla fine del 2011, Bartsch ha dichiarato la sua intenzione di candidarsi alla presidenza del partito al posto di Lafontaine. Al Congresso del partito di sinistra nel giugno 2012, Bartsch ha perso contro il sindacalista del Baden-Württemberg Bernd Riexinger, vicino alle posizioni di Lafontaine; a differenza di Bartsch, aveva annunciato la sua candidatura solo due giorni prima. Bartsch ha ricevuto 251 voti e Riexinger 297 voti.

## Vita privata
Dietmar Bartsch è separato e ha due figli.